# Longburton
Longburton est une paroisse civile et un village du Dorset, en Angleterre.